# Nobilitato

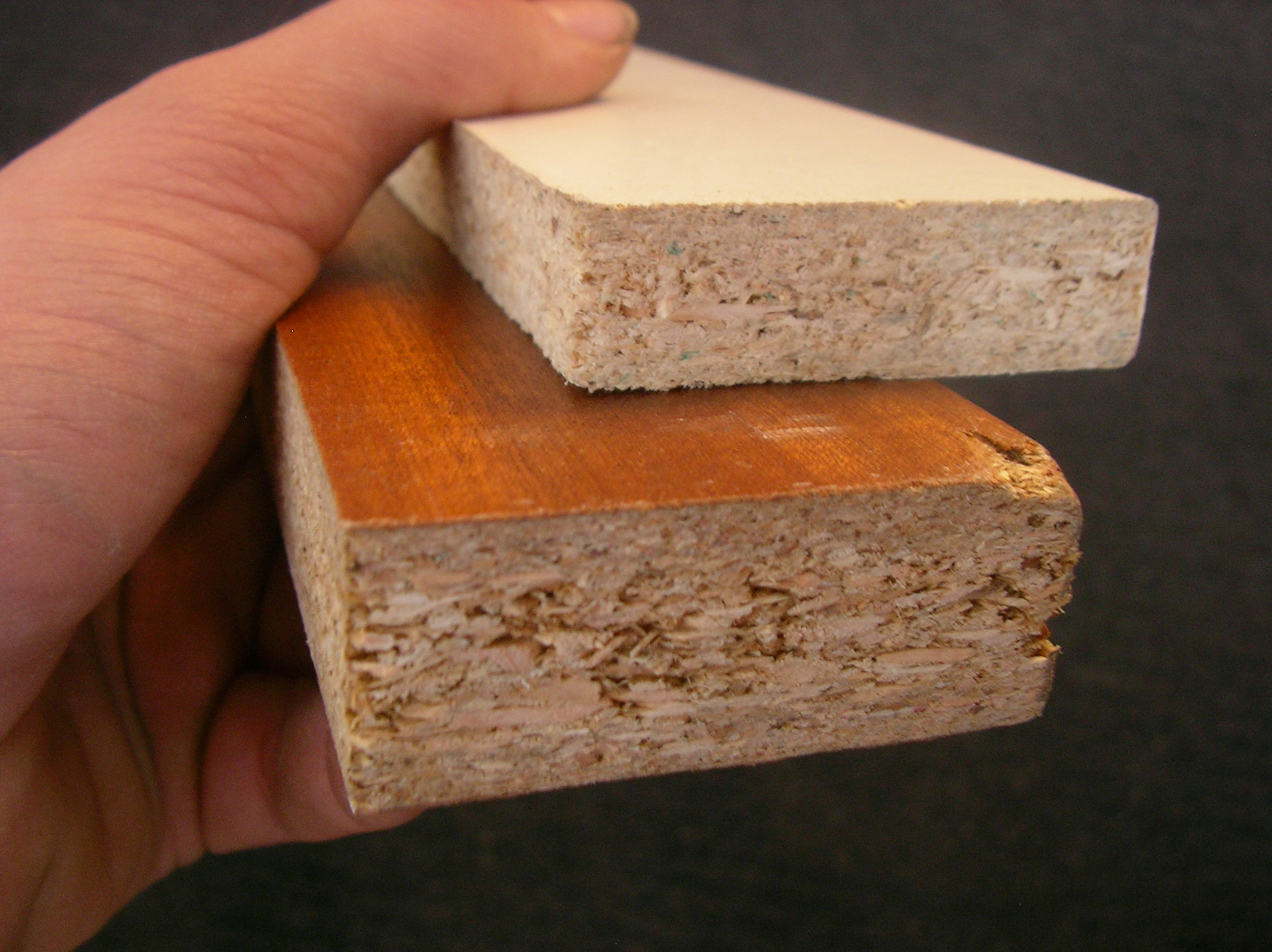
Truciolari nobilitati

Il nobilitato è un pannello di legno truciolare rivestito su un lato, o su tutti e due i lati, con carta melamminica, che è un materiale sintetico costituito da fogli di carta sottilissima (attorno al decimo di mm) impregnata di resina melamminica. L'uso di tale carta fa sì che il pannello nobilitato venga spesso anche chiamato pannello melamminico.
Il pannello può essere costituito oltre che di truciolare (anche da legni riciclati), anche da faesite, da compensato, da legno stampato, OSB o da MDF. 
È considerato un prodotto piuttosto economico; tuttavia lo sviluppo di carte sempre più realistiche, unito a doti notevoli di durezza e resistenza al graffio e ai solventi della superficie, rende questo prodotto molto usato nel mondo dell'arredamento.

## Finiture
Alcune volte, per impreziosire ancor di più il prodotto si procede a una verniciatura superficiale: questo processo rende la superficie del pannello quasi indistinguibile anche agli esperti rispetto a un prodotto impiallacciato e verniciato, a discapito di maggiori costi di produzione, sebbene le differenze con un impiallacciato in essenza naturale siano più che evidenti.
Prima di tutto, l'omogeneità di trama e tonalità in tutte le parti del pannello fa capire che ci troviamo davanti ad una riproduzione che riprende tratti della finitura più pregiata, riproducendone l'effetto più realistico possibile, così come avviene guardando un laminato effetto legno o un legno pre-composto, ovvero tinto all'origine per assomigliare a un legno vero.
Esistono, inoltre, carte melaminiche finite che simulano i pori del legno creando delle rugosità anche piuttosto importanti oppure, di contro, nobilitati lisci da laccare che evitano che il truciolare assorba le vernici in profondità offrendo una buona superficie per le laccature.

## Lavorazione del bordo
La lavorazione del bordo del pannello nobilitato può avvenire in 3 modi:
- Bordatura dritta: il pannello dopo essere stato squadrato e rifilato viene spalmato di colla termofusibile (EVA o PUR) ed immediatamente accoppiato con un bordo solitamente in laminato, ABS o legno anche spesso diversi millimetri. Esce un profilo dritto ed eventuali spigolature o stondature sono praticate sul solo bordo: il truciolare quindi rimane tagliato a 90 gradi.
- Softforming: il pannello viene squadrato ed una fresa profila il pannello grezzo creando una curva. Il bordo (solitamente non di forte spessore in quanto deve rimanere flessibile) viene spalmato di colla EVA o PUR ed applicato nella superficie stondata del pannello premendo con dei rulli sagomati o di gomma.
- Preforming: viene di solito realizzato su nobilitati con carte leggermente più spesse scavando un profilo lateralmente sotto la superficie della carta lasciando integra la foglia di melammina superiore. Dopo tale sfinitura la foglia sporgente viene piegata a caldo chiudendo il profilo ricavato sul pannello.

La bordatura dritta ha il vantaggio di poter usare bordi di forte spessore o anche masselli irrobustendo il lato del pannello; di contro, come con il softforming, ha lo svantaggio di avere due linee di giunzione e di rivestire il pannello con dei bordi che non sempre sono perfettamente identici alla superficie. Il preforming ha il forte vantaggio di offrire un bordo totalmente identico alla superficie ed un unico punto di giunzione. Di contro il preforming usando la stessa sottile foglia della superficie ha lo svantaggio di realizzare una curva non molto resistente agli urti e a volte lievemente ondulata in quanto la curvatura espone maggiormente agli urti la parte interna del truciolare (più grossolana e fragile rispetto alla superficie).

## Emissioni di formaldeide
Il nobilitato, essendo di fatto un agglomerato di scarti della lavorazione del legno, carta e colle ureiche e melamminiche, è una fonte di emissioni nell'ambiente di formaldeide (cancerogena se inalata) e il suo uso andrebbe pertanto evitato negli ambienti domestici.
A questo scopo i pannelli sono divisi in 3 classi (E1, E2 ed E3) secondo i test espressi dalle normative europee EN 717 e EN 120. La classe E1 è attualmente considerata la più restrittiva, e prevede un rilascio medio inferiore ai 2,5 mg/m²h e una concentrazione inferiore a 0,1 ppm (parti per milione). Pur non essendo formalizzata, la "classe E0" è usata come denominazione commerciale, informalmente mutuata dalle classificazioni giapponesi, che comunque prevede un rilascio di formaldeide. .
In Italia praticamente tutta la produzione di nobilitato è ampiamente rientrante in classe E1, e già numerosi produttori si stanno muovendo per ridurre ulteriormente tale emissione. Per ottenere un pannello per l'arredamento ad emissione di formaldeide nulla bisognerebbe utilizzare listellare, placcandolo con laminato e utilizzando colle senza formaldeide (ad esempio poliuretaniche) ma molti produttori di mobili preferiscono continuare ad usare il truciolato melamminico, per il costo molto inferiore rispetto al listellare laminato, che consente di poter competere sul prezzo dei prodotti o altrimenti ottenere un guadagno superiore. A partire dall'8 dicembre 2008 in Italia le emissioni di formaldeide da pannelli a base di legno e/o da prodotti con essi costituiti e destinati ad uso indoor debbono obbligatoriamente essere inferiori ai livelli propri di classe E1; il produttore deve dichiarare il rispetto di tale classe mediante dichiarazione da redigere come da allegato al decreto emanato in data 8 ottobre 2008 e pubblicato in Gazzetta Ufficiale.